# はくちょう座イータ星
はくちょう座η星（はくちょうざイータせい、η Cygni、η Cyg）は、はくちょう座の恒星である。見かけの等級は3.89と、肉眼でみえる明るさである。年周視差に基づいて計算した太陽からの距離は、約135光年である。

## 特徴
はくちょう座η星は4等星で、目立って明るい星ではないが、はくちょう座或いは北十字の要であるはくちょう座γ星と、有名な二重星アルビレオの間に位置し、その星の並びの中では比較的重要な位置を占める。また、見かけ上すぐ近くにあるX線源はくちょう座X-1を探す際の大事な目印であり、有名な変光星のはくちょう座χ星を導入する際の目印ともなる。
はくちょう座η星は、スペクトル型がK0 IIIに分類される橙色巨星である。年齢はおよそ33億年と推定され、進化が進んだレッドクランプ段階の恒星と考えられる。はくちょう座η星の質量は太陽の9割程度、半径は太陽の10倍程度、光度は太陽の60倍程度、表面温度は約4,863Kと見積もられている。
はくちょう座η星には、元々のはくちょう座η星であるA星の他に、ジョン・ハーシェルとシャーバーン・バーナムによって、B星からF星まで6つの重星成分がみつかっている。このうち、B星だけがA星と物理的に関係があり、他は見かけ上の関係であると考えられている。伴星Bは12等星で、主星Aから西北西に約7.2秒離れた位置にみえている。